# Механізм для швидкозшивача
Механізм для швидкозшивача — металічне пристосування для зшивання окремих документів на картонній або пластиковій підкладці з додатковим рядом перфорації. Зшиті таким чином документи можна зберігати окремо або в папках-реєстраторах.
Винахідником швидкозшивача вважається німець Карл Гладітц (нім. Carl Gladitz). Службовець міського управління міста Зоден в 1895 році придумав зручний метод збору та захисту для документів. Спочатку він виробляв свій винахід в Зодені, потім фірма переїхала в Баден і, пізніше, в Берлін.

## Див. Також
- Швидкозшивач
- Папка-реєстратор
- Діркопробивач